# متیو جنسن
متیو جنسن (انگلیسی: Matthew Jensen؛  – ) فیلم‌بردار اهل آمریکا بود. وی از سال ۱۹۹۵ میلادی تاکنون مشغول فعالیت بوده است. وی همچنین برندهٔ جوایزی همچون جوایز امی ساعات پربیننده شده است.